# Clutch
I Clutch sono un gruppo rock statunitense originario di Germantown, Maryland, fondato nel 1990.

## Storia del gruppo

### 1990-1999

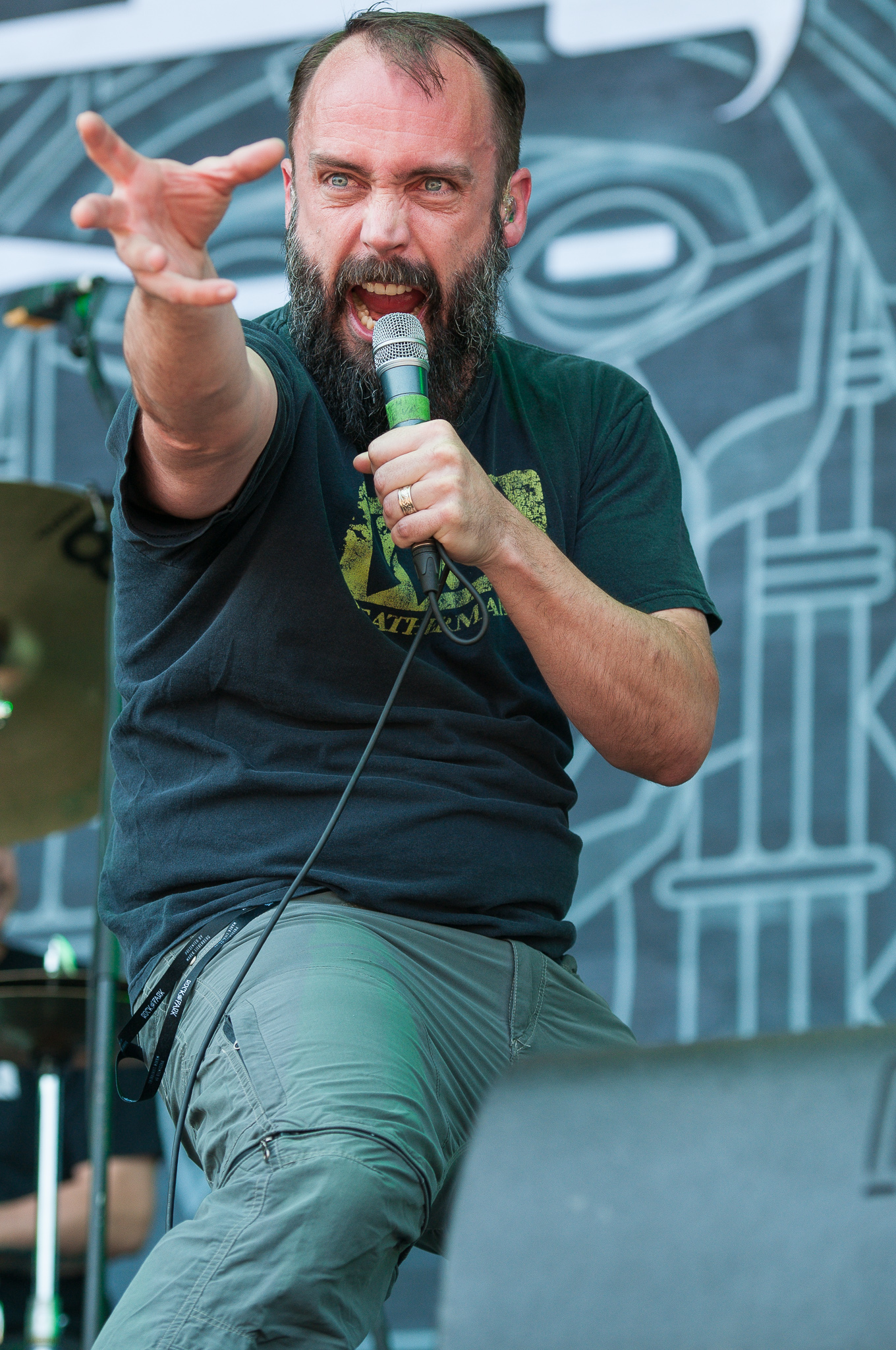
Neil Fallon al Rock im Park 2015

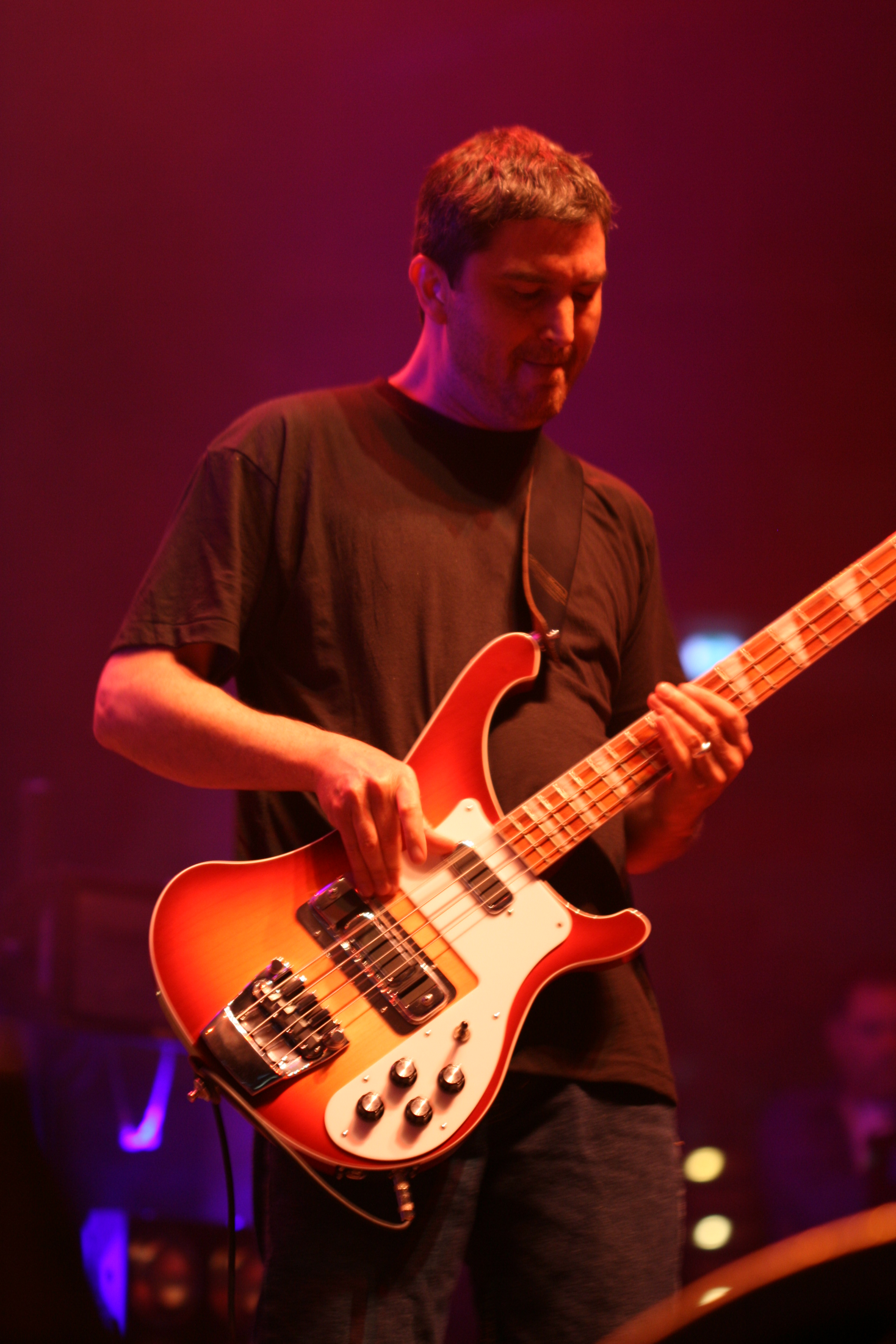
Dan Maines al Rock im Park 2013

I Clutch (originariamente chiamati "Guilt Trip" e derivanti dai Moral Minority) si formarono a Germantown, Maryland, nel 1990; la primissima formazione comprendeva Jean-Paul Gaster (batteria), Tim Sult (chitarra) e Roger Smalls (voce). Smalls lasciò presto il progetto e fu sostituito da Neil Fallon, già amico degli altri componenti del gruppo fin dalle scuole superiori. La band acquisì notorietà grazie alle numerose e costanti esibizioni dal vivo. La loro prima produzione a fini commerciali fu il singolo Passive Restraints (per la Earache), che attirò l'attenzione di altre case discografiche.
Il loro LP di debutto, Transnational Speedway League, fu pubblicato nel 1993, seguito, due anni dopo, dall'omonimo Clutch, che diede alla band maggiore visibilità. Fallon e colleghi firmarono così per la Columbia e nel 1998 pubblicarono The Elephant Riders. Solo un anno più tardi pubblicarono autonomamente Jam Room.

### 2000-2007
Passati alla Atlantic, nel 2001 i Clutch pubblicano Pure Rock Fury, dal quale furono estratti tre singoli ben accolti dalle stazioni radio americane (in particolare il primo, Careful With That Mic...). Nel 2003 furono pubblicati un album dal vivo, Live at the Googolplex, e una raccolta, Slow Hole To China.
È del 2004 l'album Blast Tyrant, che allo stesso modo riuscì a guadagnarsi l'attenzione delle radio statunitensi grazie soprattutto al singolo The Mob Goes Wild. Il video musicale realizzato per il brano è stato diretto da Bam Margera e vanta la partecipazione di parte del cast del programma di Margera Viva La Bam. Nello stesso anno la canzone Immortal del loro album Pure Rock Fury fu inserita nel gioco Hitman:Contracts. Un anno più tardi il gruppo pubblica Pitchfork & Lost Needles, che comprende la release del 1990, Pitchfork, e altro materiale dei primi anni di attività. Nello stesso periodo la band dà il benvenuto a Mick Schauer (organo), presente nei successivi Robot Hive / Exodus del 2005 e From Beale Street To Oblivion del 2007; quest'ultimo fu prodotto da Joe Barresi, che aveva già lavorato con Kyuss, Melvins, Queens of the Stone Age e Tool.

### 2008-oggi

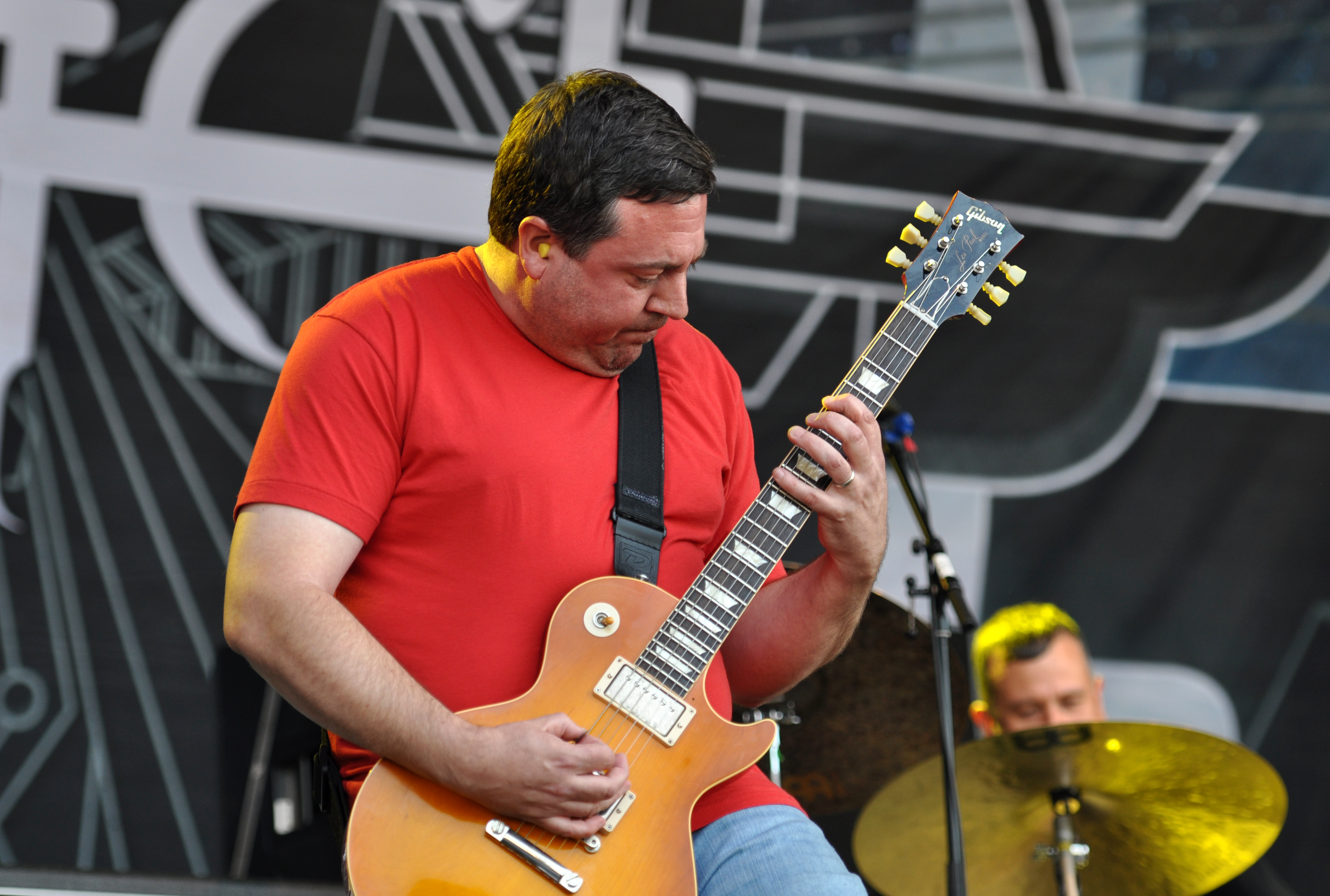
Tim Sult al Rock am Ring 2013

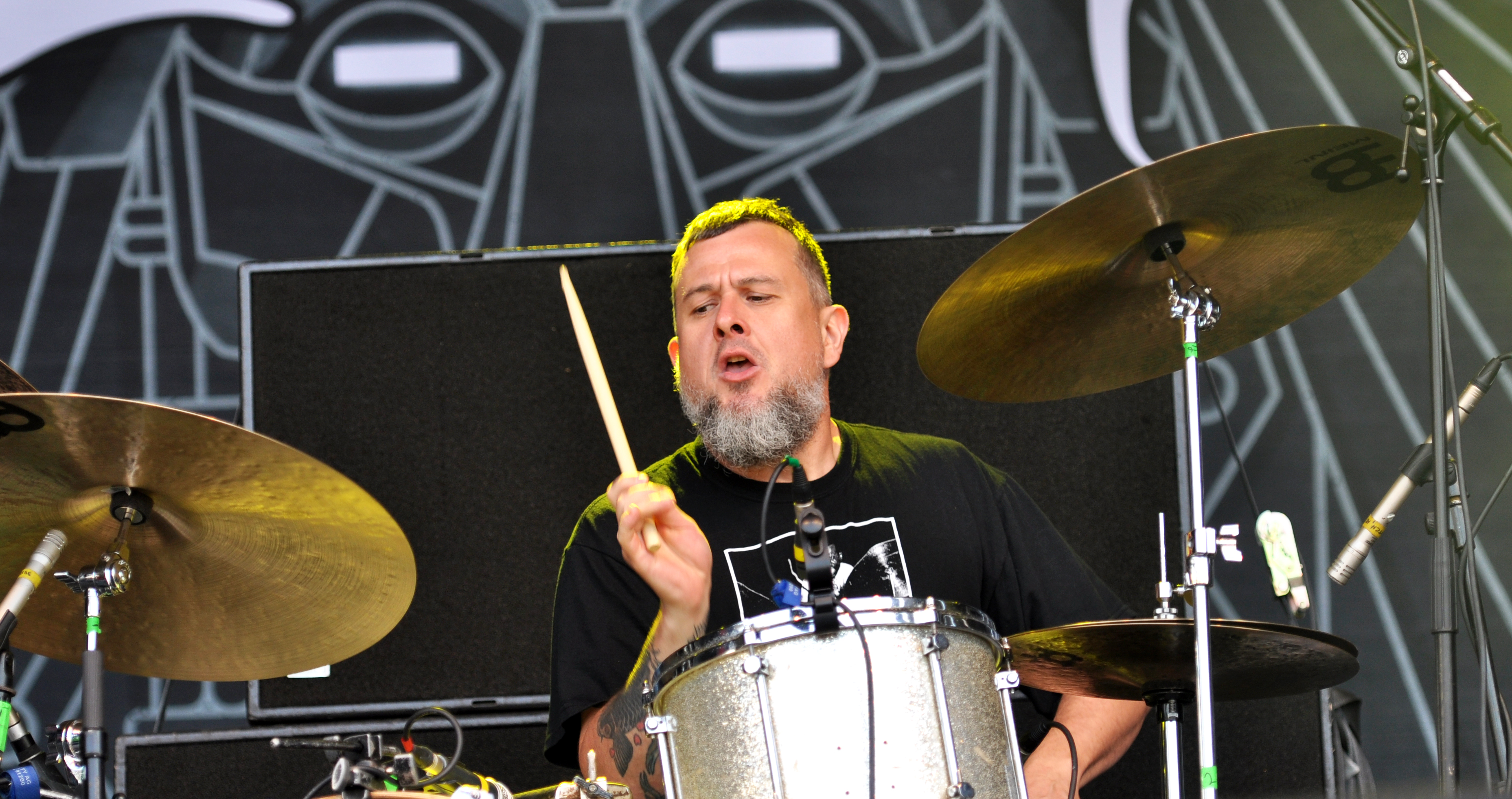
Jean-Paul Gaster

Nel settembre 2008 la band pubblica il suo primo live DVD, Full Fathom Five, assieme all'omonimo CD. Nell'aprile 2009 viene pubblicato un remaster di Slow Hole To China, mentre a giugno dello stesso anno i Clutch pubblicano il loro nono album studio, Strange Cousins From The West.
Con la loro casa discografica di proprietà, la Weathermaker, la band decide di ripubblicare Blast Tyrant: la nuova edizione contiene un bonus album, conosciuto come Basket Of Eggs, che include brani inediti e versioni acustiche di alcuni brani già pubblicati. Nella prima settimana il disco ha venduto quasi 3 000 copie negli Stati Uniti, arrivando al n. 26 della Hard Rock Top 100 di Billboard, più di sette anni dopo il debutto al n. 15 dell'album originale.
L'intero album omonimo del 1995 fu suonato e ripreso a dicembre del 2009 al club 9:30 di Washington D.C. e divenne un DVD, Clutch live at the 9:30, pubblicato a maggio del 2011 per la Weathermaker.
A giugno 2012 fu pubblicato su iTunes un nuovo singolo, Pigtown Blues, accompagnato dalla versione acustica di Motherless Child (traccia di Strange Cousins From The West). Ad ottobre dello stesso anno la band annunciò il titolo del nuovo album, Earth Rocker.
Earth Rocker fu pubblicato il 16 marzo 2013 e debuttò nella classifica Billboard Top 200 al n. 15, la più alta posizione mai raggiunta dalla band fino a quel momento. L'album è rimasto in classifica per un totale di cinque settimane. Su iTunes, l'album ha inoltre raggiunto la posizione n. 4 nella classifica dei migliori 100 album e il primo posto nella classifica dei migliori dischi rock.
Il magazine Metal Hammer UK ha definito Earth Rocker il miglior disco rock dell'anno 2013 e molte altre riviste di rock e metal lo hanno incluso nelle top 10 degli album del 2013.
A settembre del 2013 la band annunciò che avrebbe posticipato la quasi totalità delle sue date di settembre a causa di problemi di salute del cantante Neil Fallon, il quale tramite la pagina Facebook della band comunicò:
"Cari amici di Facebook, questa settimana ho appreso che un incidente al collo quando ero bambino, una predisposizione genetica alla dorsopatia e qualcosa come 20 anni di headbanging hanno un costo. Mi hanno diagnosticato un brutto caso di stenosi del canale cervicale e due ernie al disco."
Nello stesso mese Fallon è stato sottoposto ad un'operazione chirurgica e la band ha ripreso il tour ad ottobre.
Nelle interviste durante il tour europeo del 2014 la band ha dichiarato la propria intenzione di pubblicare al più presto un nuovo album, sull'ondata di successo di Earth Rocker. Nel 2015 esce Psychic Warfare.

## Formazione

### Formazione attuale
- Neil Fallon – voce, chitarra e tastiere (1991-presente)
- Tim Sult – chitarra (1991-presente)
- Dan Maines – basso (1991-presente)
- Jean-Paul Gaster – batteria (1991-presente)

### Ex componenti
- Mick Schauer – tastiere (2005–2008)

## Discografia

### Album in studio
- 1993 – Transnational Speedway League
- 1995 – Clutch
- 1998 – The Elephant Riders
- 1999 – Jam Room
- 2001 – Pure Rock Fury
- 2004 – Blast Tyrant
- 2005 – Robot Hive/Exodus
- 2007 – From Beale Street to Oblivion
- 2009 – Strange Cousins from the West
- 2013 – Earth Rocker
- 2015 – Psychic Warfare
- 2018 – Book of Bad Decisions
- 2022 – Sunrise on Slaughter Beach

### Album dal vivo
- 2002 – Live at the Googolplex
- 2004 – Live in Flint, Michigan
- 2007 – Heard It All Before: Live at the HiFi Bar
- 2008 – Live at the Corner Hotel
- 2008 – Full Fathom Five: Audio Field Recordings (2007–2008)

### Raccolte
- 2003 – Slow Hole to China: Rare and Unreleased
- 2005 – Pitchfork & Lost Needles
- 2009 – Slow Hole to China: Rare and Re-released

### EP
- 1991 – Pitchfork
- 1992 – Passive Restraints
- 1997 – Impetus

### Collaborazioni
- 2000 – Sucking the 70's con "Cross-Eyed Mary" cover dei Jethro Tull
- 2006 – Sucking the 70's: Back in the Saddle Again con "Red Hot Mama" cover dei Funkadelic
- 2007 – Viva la Bands, Vol. 2 con "King of Arizona"

## Videografia

### DVD
- 2008 – Full Fathom Five: Video Field Recordings (2007–2008)
- 2010 – Clutch Live @ the 9:30 Club

### Video musicali
- 1992 – "Wicker" (Hillary Johnson, Melissa Alonso)
- 1993 – "A Shogun Named Marcus" (Dan Winters)
- 2002 – "Pure Rock Fury" (Stephen Smith)
- 2004 – "The Mob Goes Wild" (Bam Margera)
- 2005 – "Burning Beard" (Jeremy Hunt)
- 2007 – "Electric Worry" (Stephen Smith)
- 2009 – "50,000 Unstoppable Watts" (Jeremy Hunt)
- 2015 – "X-Ray Visions"